# Favbet
Favbet je ukrajinska tvrtka za klađenje, osnovana je 1999. godine. Glavna područja rada su joj sportsko klađenje, online kladionice i casino, e-sportovi, razvoj vlastitih medija i sportska zabava. [nedostaje izvor]
Tvrtka ima međunarodne i regionalne licencije (Ukrajina, Bjelorusija, Hrvatska, Rumunjska) i 3 milijuna registriranih korisnika.[nedostaje izvor]

## Povijest
Međunarodna grupa Favbet osnovana je 1999. godine u Ukrajini. 2001. godine puštena je u rad stranica za online zaprimanje oklada. Otvoreno je više od 500 kladionica.[nedostaje izvor]
Godine 2013. tvrtka je počela raditi u Bjelorusiji.
U 2016. godini kladioničarska tvrtka Favbet dobila je licencu za obavljanje djelatnosti u području online kockanja u Rumunjskoj. Od 2018. godine tvrtka ima licencu i počela je primati oklade online i u Hrvatskoj. U rujnu 2019. godine dobila je i licencu Malte za međunarodne aktivnosti.[nedostaje izvor]

## Nagrade
- U 2017. godini Favbet je ušao u uži izbor u nominaciji «Nogometni bookmaker godine» prema verziji SBC Awards.[8]
- U 2019. godini Favbet je ušao u uži izbor SBC Awards u četiri nominacije odjednom: «Bookmaker godine», «Nogometni bookmaker godine», «Marketinška tvrtka godine», «Sponzorski projekt godine».[9]
- U 2021. godini Favbet je ušao u uži izbor SBC Awards і proglasio pobjedu u tri nominacije: «Bookmaker godine», «Najbolji programi za partnerstvo», «Marketinška tvrtka godine».[10]
- U 2022. godini Favbet je ponovno ušao u uži izbor SBC Awards u dvije kategorije: «Najbolja kampanja društvene odgovornosti» i «Operator za klađenje u Istočnoj Europi» („Eastern European Betting Operator“). Kompanija je pohvaljena za aktivnosti svoje zaklade Favbet Foundation.[11]
- Na SBC Awards 2023, Favbet je bio finalist u kategorijama «Najinovativniji operator» i «Najbolja mobilna kladionička aplikacija». Tvrtka je bila prepoznata za svoju tehničku inovaciju u mobilnom sektoru i proširenu stvarnost (AR) u klađenju uživo.[12]